# Nieul-le-Dolent
Nieul-le-Dolent är en kommun i departementet Vendée i regionen Pays de la Loire i västra Frankrike. Kommunen ligger i kantonen La Mothe-Achard som tillhör arrondissementet Les Sables-d'Olonne. År 2022 hade Nieul-le-Dolent 2 546 invånare.

## Befolkningsutveckling
Antalet invånare i kommunen Nieul-le-Dolent
| Referens: INSEE |